# Convenio sobre igualdad de remuneración
El Convenio relativo a la igualdad de remuneración entre la mano de obra masculina y la mano de obra femenina por un trabajo de igual valor, o Convenio sobre igualdad de remuneración, es el centésimo convenio de la Organización Internacional del Trabajo (OIT) y el principal dirigido a la igualdad de remuneración entre la mano de obra masculina y la mano de obra femenina por un trabajo de igual valor. Los Estados partes del convenio se comprometen a alcanzar dicha igualdad de renumeración por medio de la legislación, la introducción de un sistema para la determinación de los salarios y/o la promoción de acuerdos de negociación colectiva. El convenio 100 es uno de los ocho convenios fundamentales de la OIT.

## Ratificación

Estado parte del convenio
No parte del convenio
Convenio no aplica (territorio dependiente)
No miembro de OIT

Hasta 2016, el convenio ha sido ratificado por 173 de los 187 Estados miembros de la OIT:
Los Estados que no ratificaron el convenio son los siguientes:
- Baréin
- Brunéi
- Islas Cook
- Kuwait
- Liberia
- Islas Marshall
- Birmania
- Omán
- Palaos
- Catar
- Somalia
- Tonga
- Tuvalu
- Estados Unidos